# Papir Westcar

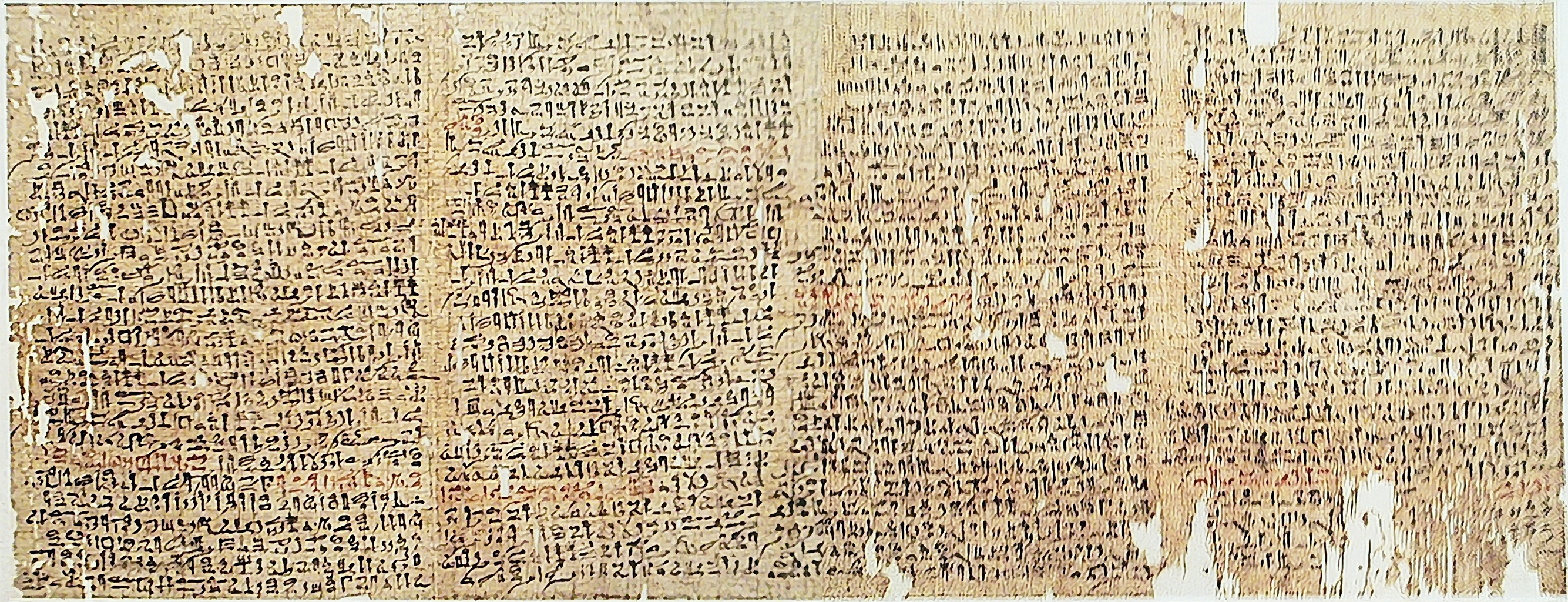
Papir Westcar al Museu de Berlín.

El Papir Westcar (Papir de Berlín 3033) és un text egipci, escrit en papir, amb un conjunt de meravellosos contes màgics. Va ser adquirit en 1825 per l'aventurer britànic Henry Westcar i està conservat, des de 1866, al Museu Egipci de Berlín. El document mesura 169 cm de longitud i uns 33 cm d'alçada.
Els contes es van originar probablement durant la dinastia XII, pel tipus de composició, i és considerat el relat conegut més antic de màgia. Els esdeveniments se situen en l'Imperi Antic però el papir està escrit en temps dels hicsos, entre 1650 aC i 1540 aC